# Kancelliplakat
En kancelliplakat var en plakat, hvorpå kancelliet offentliggjorde en kongelig resolution med fuld lovkraft.